# Leiophron pallidipennis
Leiophron pallidipennis är en stekelart som beskrevs av Loan 1974. Leiophron pallidipennis ingår i släktet Leiophron och familjen bracksteklar. Inga underarter finns listade i Catalogue of Life.